# Guillaume-Nicolas de Wurtemberg
Pour les articles homonymes, voir Guillaume de Wurtemberg.
Guillaume-Nicolas de Wurtemberg est né le 20 juillet 1828 à Carlsruhe (royaume de Prusse) et mort le 6 novembre 1896 à Mérano (Autriche-Hongrie, est un général autrichien et wurtembergeois.